# Đèo Làng Vây
Đèo Làng Vây là đèo trên quốc lộ 9 ở huyện Hướng Hóa tỉnh Quảng Trị, Việt Nam 

## Vị trí
Đèo Làng Vây trên quốc lộ 9 ở phía đông làng Vây xã Tân Lập huyện Hướng Hóa tỉnh Quảng Trị. Đèo được đặt tên theo tên làng, đỉnh đèo cách làng về phía đông 1 km .
Đèo ở phía tây thành phố Đông Hà cỡ 73 km, phía đông thị trấn Lao Bảo cỡ 10 km theo quốc lộ 9.
Làng Vây là nơi diễn ra trận Làng Vây tháng 2 năm 1968 trong Chiến dịch Đường 9 - Khe Sanh của Quân Giải phóng miền Nam Việt Nam trong thời kỳ Chiến tranh Việt Nam